# Хидротрансформатор
Хидротрансформатор (hydro coupler) е вид механичен съединител, при който под действието на флуид се предава въртящ момент от двигателя към трансмисията. Работният флуид обикновено е трансмисионно масло. Известен още като преобразувател на въртящия момент и скоростта, хидротрансформаторът се използва основно в съвременните автомобили с автоматична и вариаторна скоростна кутия и още други специални приложения. Принципът му на работа е сходен с този на водната турбина.